# Иммунофармакология
Иммунофармакология — дисциплина, область биологии и медицины, изучающая влияние фармакологических препаратов (лекарственных средств) на иммунную систему, иммунотропные эффекты фармакологических средств, объединяет фармакологию, иммунологию, иммунотоксикологию и общую патологию.

## История иммунофармакологии
Как раздел фармакологии возникла более 30 лет назад. С 1978 г. в Великобритании на английском языке публикуется международный журнал «Immunopharmacology and Immunotoxicology» , «Иммунофармакология и иммунотоксикология». В 1984 г. на английском языке издано фундаментальное «Руководство по иммунофармакологии», переведённое на русский язык, в 1989 опубликовано второе издание руководства (на русском языке издано в 1998 году).

## Предмет иммунофармакологии
Иммунофармакология изучат фармакологические аспекты, связанные с иммунным ответом организма, как при физиологических, так и патологических процессах. Как известно, механизмы иммунного ответа организма изучает — иммунология. Иммунофармакология является междисциплинарной дисциплиной на стыке иммунологии и фармакологии. Иммунофармакология занимается исследованием:
- влияние лекарственных препаратов на воспаление и иммунный ответ[2],
- иммунотоксичность лекарственных средств[4][5][6],
- доклинические и клинические исследования регуляторных эффектов фармакологических средств на иммунокомпетентные клетки,
- фармакологические механизмы и эффекты, которые оказывают иммуномодуляторы (иммунодепрессанты, иммуностимуляторы), цитокины, медиаторы и другие биологически активные вещества.

Последние достижения иммунофармакологии: изучение процессов сопряжения стимула и активации в клетке, особенно связанных с обменом полифосфосфоинозитидов и образованием вторичных мессенджеров, создание новых иммуномодулирующих средств, применяющихся для лечения первичного иммунодефицита, онкологических заболеваний, аллергии, артрита (и других состояний, связанных с реализацией гиперчувствительности I—V типов, сепсиса, повреждений различных органов, систем, клеток, энзимов, молекул ионизирующими излучениями,, профилактики и лечения постинтоксикационных иммунодефицитных состояний и других вторичных иммунодефицитов, приводящих к инфекционным осложнениям и заболеваниям, реакциям гиперчувствительности, аутоиммунным заболеваниям.